# فينكو سولدو
فينكو سولدو (15 فبراير 1998 بزغرب في كرواتيا - ) هو لاعب كرة قدم كرواتي في مركز الدفاع. لعب مع نادي دينامو زغرب.

## روابط خارجية
- فينكو سولدو على موقع اتحاد كرواتيا (الكرواتية)
- فينكو سولدو على موقع إي إس بي إن إف سي (الإنجليزية)
- فينكو سولدو على موقع قاعدة بيانات كرة القدم.إي يو (الإنجليزية)
- فينكو سولدو على موقع بيانات كرة القدم. دي إي (الألمانية)
- فينكو سولدو على موقع Soccerbase.com (لاعب) (الإنجليزية)
- فينكو سولدو على موقع Soccerway.com (الإنجليزية)
- فينكو سولدو على موقع عالم كرة القدم.نت (الإنجليزية)
- فينكو سولدو على موقع AS.com (الإسبانية)